# Randall Miller
Randall Miller, detto anche Randy (Pasadena, 24 luglio 1962), è un regista, attore e sceneggiatore statunitense.

## Biografia
È cugino della più nota attrice Rhea Perlman. Randall nasce inizialmente come attore, ma ha una carriera anche come sceneggiatore, produttore cinematografico, montatore e sceneggiatore.
Nel 2014 inizia le riprese del film biografico Midnight Rider, basato sulla vita di Gregg Allman degli Allman Brothers. Il film viene interrotto a causa dello scandalo per la morte di un membro della troupe, Sarah Jones (aiuto operatore), investita da un treno mentre veniva girata una scena sul ponte sospeso sull'Altamaha River nella contea di Wayne in Georgia. Nel marzo del 2015 Miller è stato dichiarato colpevole di omicidio colposo involontario e condannato a due anni carcere.

## Filmografia

### Regista
- Marilyn Hotchkiss' Ballroom Dancing and Charm School (1990)
- Salute Your Shorts (1998) - (serie TV)
- In famiglia e con gli amici (thirtysomething) (1991) - (serie TV 1 episodio)
- Class Act (1992)
- Un medico tra gli orsi (Northern Exposure) (1992) - (serie TV 1 episodio)
- Running the Halls (1993)
- CityKids (1993)
- Scappa e vinci (Houseguest) (1995)
- Un canestro per due (The Sixth Man) (1997)
- Jack & Jill (1999) - (serie TV)
- Popular (1999) - (serie TV)
- H-E Double Hockey Sticks (1999) - (film TV)
- A Tale of Two Bunnies (2000) - (film TV)
- Dead Last (2001) - (serie TV)
- FreakyLinks (2001) - (serie TV 1 episodio)
- Till Dad Do Us Part (2001) - (film TV)
- Marilyn Hotchkiss Ballroom Dancing & Charm School (2005)
- Nobel Son - Un colpo da Nobel (Nobel Son) (2007)
- Bottle Shock (2008)
- CBGB (2013)

### Attore
- La guerra dell'audience (The Ratings Game) (1984) - (film TV)
- Autostop per il cielo (Highway to Heaven) (1985) - (serie TV 1 episodio)
- Cin Cin (Cheers) (1985) - (serie TV 1 episodio)
- Getta la mamma dal treno (Throw Momma from the Train) (1987)
- Gli occhi della vendetta (Da Vinci's War) (1993)
- Scappa e vinci (Houseguest) (1995)
- Shelby Woo, indagini al computer (The Mystery Files of Shelby Woo) (1996) - (serie TV 1 episodio)
- Un canestro per due (The Sixth Man) (1997)

### Sceneggiatore
- Marilyn Hotchkiss Ballroom Dancing & Charm School (1990)
- Marilyn Hotchkiss Ballroom Dancing & Charm School (2005)
- Nobel Son - Un colpo da Nobel (Nobel Son) (2007)
- Bottle Shock (2008)

### Produttore
- Marilyn Hotchkiss Ballroom Dancing & Charm School (2005)
- Nobel Son - Un colpo da Nobel (Nobel Son) (2007)
- Bottle Shock (2008)
- Savannah, regia di Annette Haywood-Carter (2013)

### Montatore
- Marilyn Hotchkiss Ballroom Dancing & Charm School (2005)
- Nobel Son - Un colpo da Nobel (Nobel Son) (2007)
- Bottle Shock (2008)

## Premi

### Golden Knight International Film and Video Festival
- 1 Vinto (1991): Golden Knight, per Marilyn Hotchkiss Ballroom Dancing & Charm School;

### CableACE Awards
- 1 Nomination (1993): CableACE, per Marilyn Hotchkiss Ballroom Dancing & Charm School;

### Directors Guild of America
- 1 Nomination (2000): DGA Award, per The Wonderful World of Disney;